# Соболево (Вачский район)
Со́болево — деревня в Вачском районе Нижегородской области. Входит в состав Чулковского сельсовета.
В прошлом — деревня Красненского прихода Загаринской волости Муромского уезда Владимирской губернии.
Находится на расстоянии около 4 км на юг от села Красно на границе поля и лесного массива.

## Соболево в исторических документах
- В писцовых книгах 1628—1630 годов значится: «деревня Соболева», в ней тогда было 11 дворов крестьянских и 7 дворов пустых.
- В окладных книгах Рязанской епархии за 1676 год в составе прихода села Красно упоминается деревня Соболево, в которой 20 дворов крестьянских и 1 бобыльский.
- В «Историко-статистическом описании церквей и приходов Владимирской Епархии» за 1897 год сказано, что в Соболево 37 дворов.

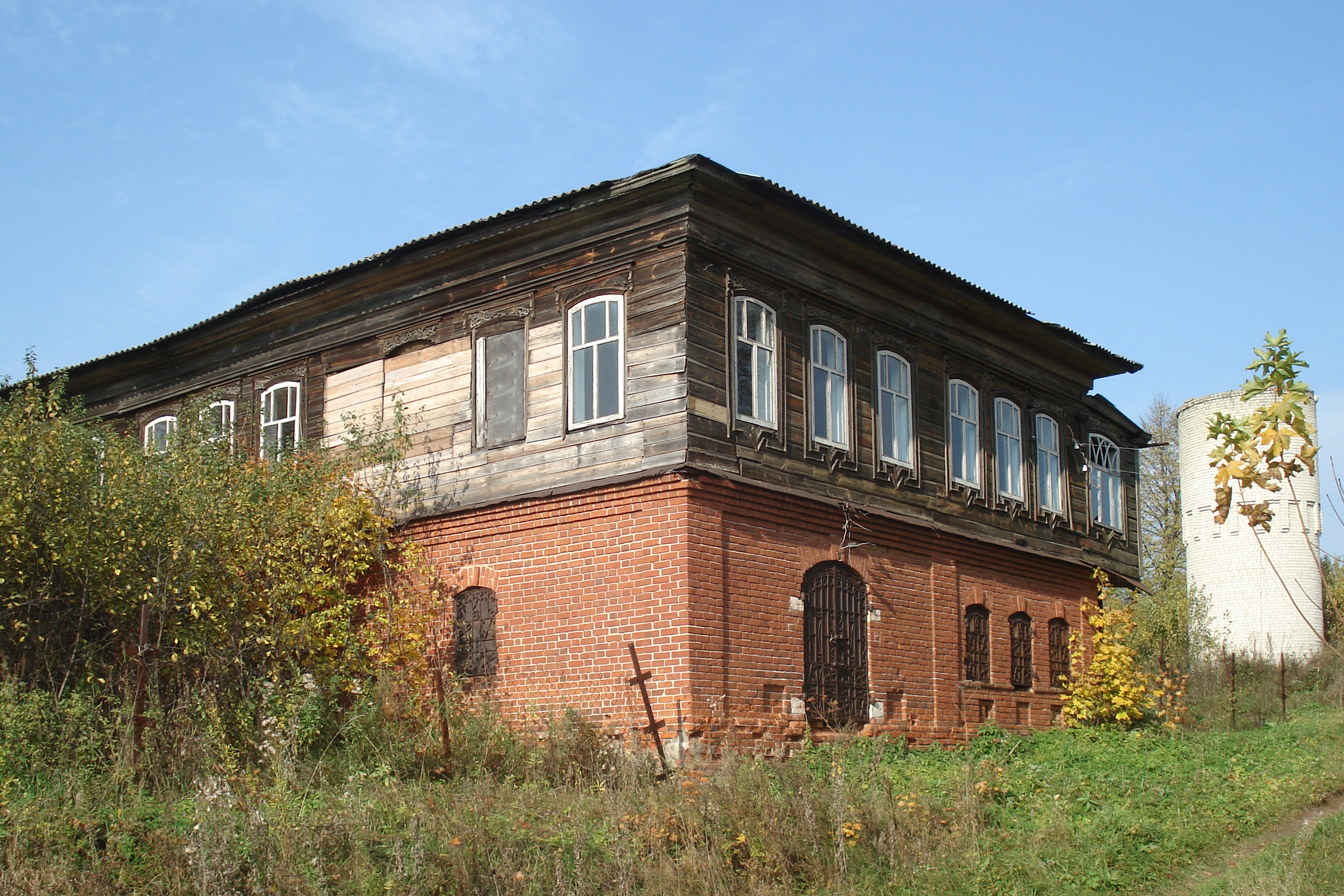
Дом дореволюционной постройки в Соболево

## Население
| 1859 | 1905 | 1926 | 1999 | 2002 | 2010 |
| ---- | ---- | ---- | ---- | ---- | ---- |
| 220  | ↘198 | ↗270 | ↘14  | ↘12  | ↘6   |

## Соболево в наши дни
Соболево расположено на склоне балки (оврага). Единственная улица Соболево, состоящая из двух рядов домов, поднимается перпендикулярно осевой линии балки по её склону. Несколько домов образуют ещё одну линию, идущую вдоль склона. По дну балки протекает небольшая речка, правый приток Большой Кутры. Противоположный деревне склон балки покрыт лесом, идущим до деревни Жекино и имеющим статус регионального памятника природы.

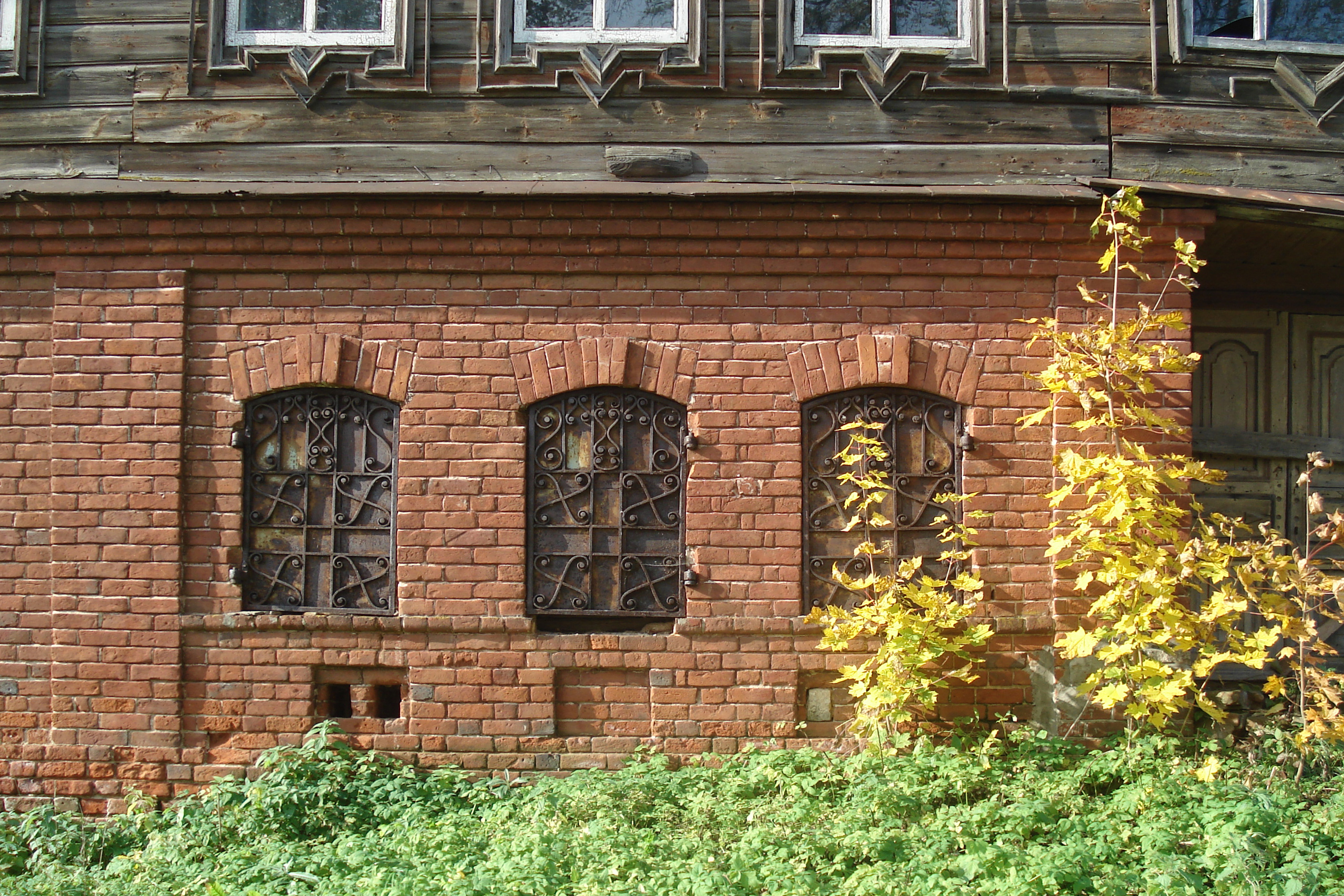
Соболево. Металлические ставни окон цокольного этажа

В настоящее время в Соболево нет никаких предприятий, учреждений, торговых точек. По оценке газеты «Нижегородские новости» Соболево «очень малочисленно».
В Соболево сохранились дореволюционной постройки просторный двухэтажный дом с цокольным (первым) этажом и деревянным вторым, кирпичная «палатка» (о «палатках» см. Третье Поле), кирпичный одноэтажный дом, предположительно переделанный из цокольного этажа двухэтажного дома. У всех этих строений имеются изящно декорированные металлические двери или ставни с полукруглым верхом. Наличие этих строений говорит о былой зажиточности жителей Соболева.

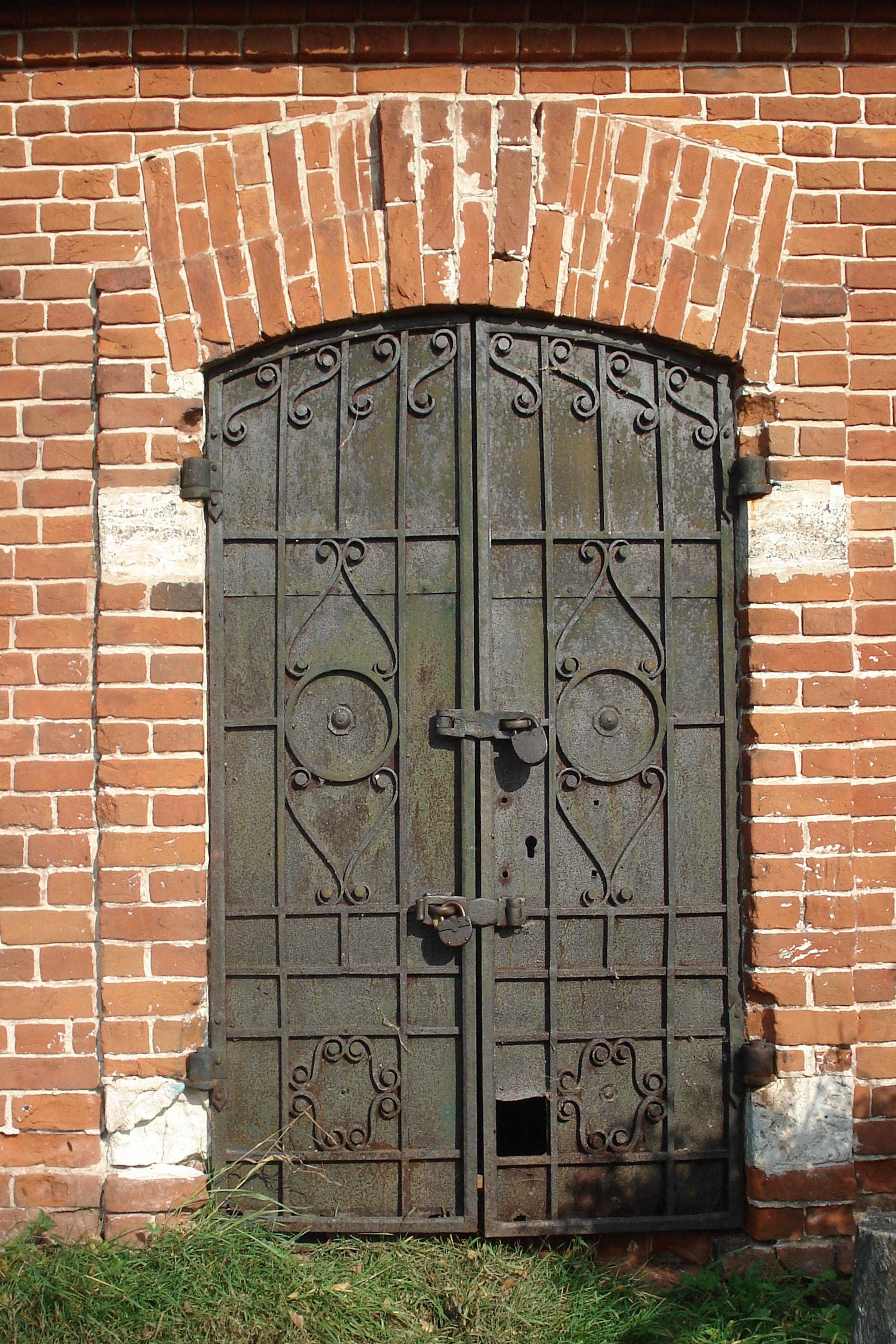
Соболево. Декорированная железная дверь одноэтжаного дома

Доехать до Соболево на автомобиле можно по автодороге Р125 Муром — Нижний Новгород, повернув у Федурино (рядом с поворотом на Вачу) в сторону Чулково и, примерно через 5 км по указателю, налево, в сторону Яковцево. Выехав по асфальтированной дороге через пару километров из лесного массива, не доезжая до деревни Жекино, повернуть направо на полевую дорогу, которая метров через 200 становится лесной дорогой, подходящей через 1 км к Соболево. Более короткая полевая дорога существует через Хвощи, однако лесная дорога лучше проезжаема в сырую погоду. Также можно доехать до Хвощей на автобусе № 100, курсирующим по маршруту Павлово — Вача — Чулково, и пройти пешком до Соболево около 2 км.